# Филмска серија
Филмска серија (енгл. film series) низ је филмова произведених унутар истог производно-приказивачког плана, различитих сижеа (дакле, са засебним сценаријима), са бројним заједничким карактеристикама:
- филмови из одређене серије увек су истог жанра
- филмови су истог нивоа продукције
- филмови имају исту филмску екипу
- филмовима су сличне дужине
- филмови су истих главних ликова

За разлику од филмског серијала, филмови унутар филмских серија „увијек представљају засебне, довршене наративне, фабуларне цјелине”, односно „сваки наставак има властиту причу”, али дијеле један те исти дијегетички свијет (фиктивни свијет у којем догађаје и ситуације описује наратор).
Филмске серије се први пут јављају 1909. у Француској (Ник Картер Викторина Жасеа), у САД (Бронко Били Гилберта Андерсона), те у Данској (Nordisk's Raffles). Филмске серије су се интензивно снимале у раздобљу нијемог филма и у првим декадама звучног, да би 50-их година 20. века постепено нестале појавом телевизије и њених серија (Бонанза, Шериф у Њујорку).
Филмске серије врло ријетко настају планирано (као што је то случај са трилогијом Три боје Кшиштофа Кјешловског), што најчешће значи да успјех оригиналног филма подстакне продуценте да сниме наставке. У новије вријеме, филмским серијама се називају и низови од по неколико самосталних високобуџетских филмова направљених по обрасцу серије, иако се не појављују у прецизним временским размацима (филмови о Харију Потеру, Џејмсу Бонду, трилогија Господар прстенова и сл.), али савремени теоретичари филма сматрају да је у „њиховом случају уобичајеније говорити о наставцима”.
Телевизијске серије су настале појавом и развојем телевизије и снимају су специјално за њене потребе. По својим карактеристикама се не разликују битно од филмских серија, сем по дужини (свака епизода, односно филм, траје највише до 60 минута), снимају се телевизијским (електронским) камерама и по броју епизода најчешће увелико надмашују и најдуже филмске серије.
Најпознатији примјери ТВ серија су вестерн серија Бонанза и крими серија Шериф у Њујорку, а од новијих Породица Сопрано (која има и особине ТВ серијала).
Најдужа до сада снимљена филмска серија је Вонг Феј-хунг (упрош: 黄飞鸿; трад: 黃飛鴻), а од 1949. до 2014. године снимљено је чак 89 различитих цјелина. Серија говори о кинеском мајстору борилачких вештина, лекару и народном хероју Вонгу Феј-хунгу.